# Młoda Irlandia

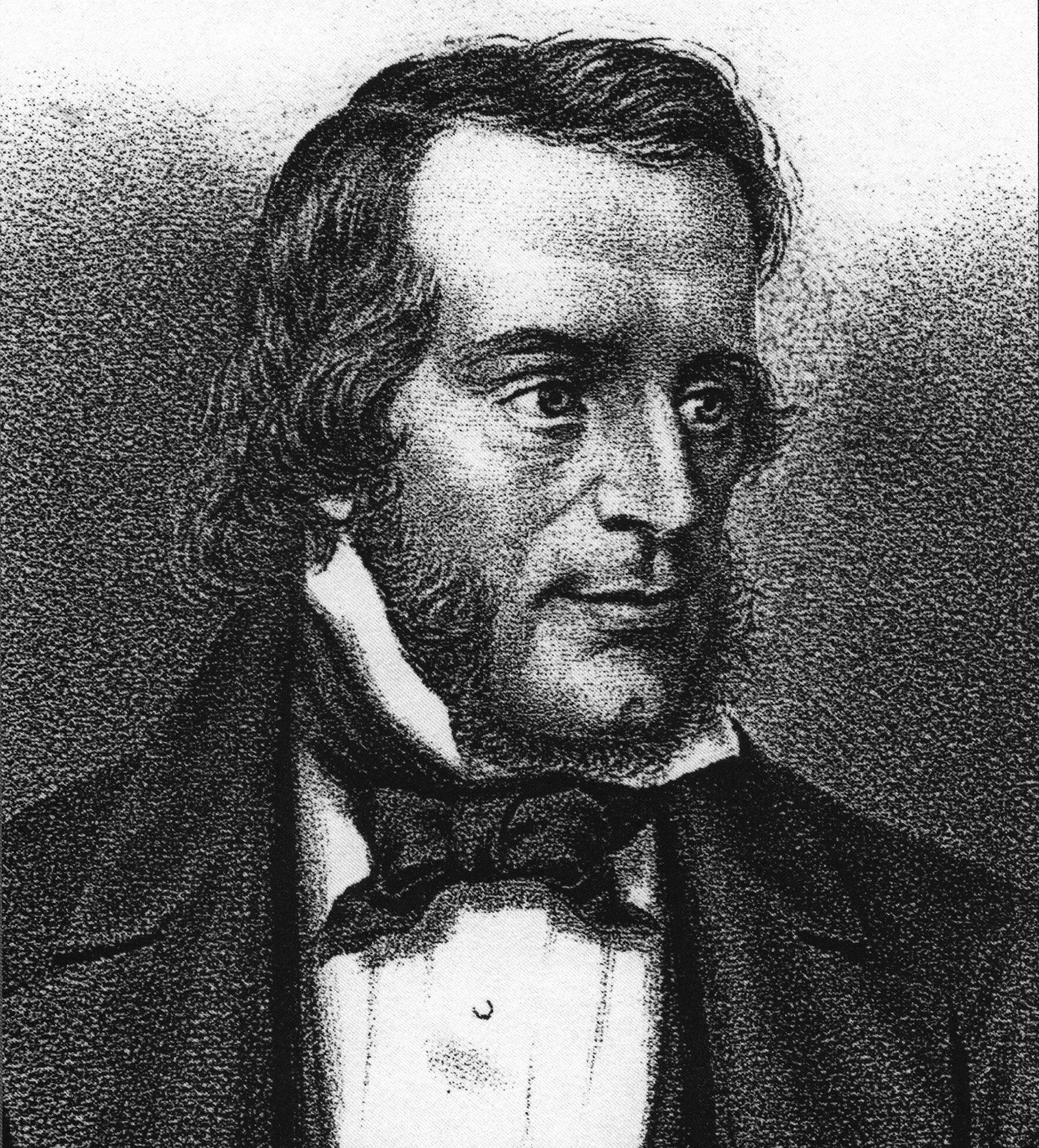
Thomas Davis, główny organizator ruchu

Młoda Irlandia (irl. Éire Óg) był to jeden z odłamów podziemnego ruchu irlandzkiego, który narodził się w pierwszej połowie XIX wieku. Głównym organizatorem ruchu był Thomas Davis. Młoda Irlandia hołdowała hasłom radykalnym i rewolucyjnym, zapowiadała walkę o niepodległość. W 1848 z jej inicjatywy rozpoczęło się nieudane i krwawo stłumione powstanie nazywane sarkastycznie bitwą na grządce kapusty w ogrodzie wdowy McCormack.